# Eugen Rupf
Eugen Rupf (ur. 16 czerwca 1914, zm. 2000) – piłkarz szwajcarski grający na pozycji napastnika. W reprezentacji Szwajcarii rozegrał 6 meczów i zdobył 1 gola.

## Kariera klubowa
W swojej karierze piłkarskiej Rupf grał w klubie Grasshoppers Zurych.

## Kariera reprezentacyjna
W reprezentacji Szwajcarii Rupf zadebiutował 21 lutego 1937 roku w przegranym 3:5 meczu Pucharu im. Dr. Gerö z Czechosłowacją, rozegranym w Pradze. W 1938 roku został powołany do kadry na mistrzostwa świata we Francji. Na nich był rezerwowym i nie rozegrał żadnego spotkania. Od 1937 do 1938 roku rozegrał w kadrze narodowej 6 meczów i strzelił 1 bramkę.